# Laura Antonelli
Laura Antonelli (* 28. November 1941 als Laura Antonaz in Pola, Istrien, damals Italien; † 22. Juni 2015 in Ladispoli) war eine italienische Schauspielerin.

## Leben
Laura Antonelli wuchs nach der Flucht zum Ende des Zweiten Weltkrieges in Mailand, Genua und Neapel auf und absolvierte eine höhere Schule. Sie war nach dem Studium Mathematik- und Gymnastiklehrerin in Rom, als sie bei der Werbeserie Carosello im italienischen Fernsehen entdeckt wurde, in der sie für mehrere Produkte warb. Sie arbeitete zunächst als Ansagerin des Kulturmagazins Zoom.

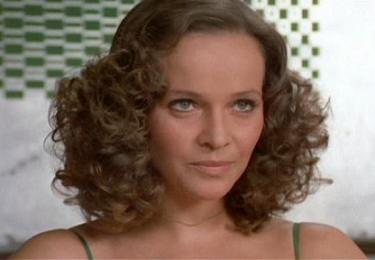
Antonelli 1973

Ihren ersten Kinofilm drehte sie 1965, aber erst mit etwa 30 Jahren wurde sie als Hauptdarstellerin bekannt. Dazwischen (1967/1968) war sie auch Darstellerin in sieben Fotoromanen. Sie spielte in zahlreichen leichten Sexkomödien wie Venus im Pelz (1969), Das nackte Cello (1971) und Sesso matto (1973). Die erotische Tragikomödie Malizia (1973) war ein großer Erfolg bei Publikum und Filmkritik und brachte ihr den Filmpreis Nastro d’Argento ein.
Von 1972 bis 1980 war sie die Lebensgefährtin von Jean-Paul Belmondo.
Luchino Visconti besetzte sie 1976 in seinem letzten Film Die Unschuld. Darin spielte sie an der Seite von Giancarlo Giannini eine für sie eher untypische, nicht in erster Linie sexbetonte Rolle.
Im Jahr 1991 wurde in ihrem Haus eine größere Menge Kokain gefunden, so dass ihr vorgeworfen wurde, Kokain nicht nur konsumiert zu haben, sondern auch als Dealerin tätig gewesen zu sein. Sie erhielt eine dreieinhalbjährige Haftstrafe, das Urteil wurde erst acht Jahre später in zweiter Instanz aufgehoben. Zudem war Malizia 2000, die Ende 1991 veröffentlichte Fortsetzung ihres Erfolgsfilms Malizia, bei der Kritik durchgefallen. Sie kehrte nie wieder auf die Leinwand zurück.
1992 unterzog sie sich einer Anti-Falten-Behandlung, die misslang und ihr Gesicht verunstaltete. Das zwang sie endgültig zum Rückzug aus dem Schauspielberuf.
Ab 2009 lebte sie westlich von Rom in der Obhut der Gemeinde von Ladispoli und war nicht mehr in der Lage, ihren Alltag ohne Hilfe zu bewältigen. Laura Antonelli verstarb am Morgen des 22. Juni 2015 in ihrer Wohnung nach einem Herzinfarkt.

## Filmografie
- 1965: Le sedicenni
- 1966: Der Spion, der aus dem Speiseeis kam (Le spie vengono dal semifreddo)
- 1966: Scusi, lei è favorevole o contrario?
- 1968: Seid nett aufeinander (La rivoluzione sessuale)
- 1969: Der Erzengel (L’arcangelo)
- 1969: Die Klette (Un detective)
- 1969: Venus im Pelz (Le malizie di Venere)
- 1970: Der Einsame aus dem Westen (Sledge)
- 1970: Gradiva
- 1970: Incontro d’amore
- 1971: Musketier mit Hieb und Stich (Les mariés de l’an deux)
- 1971: Neun im Fadenkreuz (Senza movente)
- 1971: Das nackte Cello (Il merlo maschio)
- 1972: Der lange Schwarze mit dem Silberblick (All’onorevole piacciono le donne)
- 1972: Der Halunke (Docteur Popaul)
- 1973: Malizia
- 1973: Sesso matto – Niemand ist vollkommen (Sessomatto)
- 1974: Der Filou (Peccato veniale)
- 1974: Simona
- 1974: Wie tief bin ich gesunken (Mio Dio, come sono caduta in basso!)
- 1975: Ein göttliches Geschöpf (Divina creatura)
- 1976: Die Unschuld (L’innocente)
- 1977: Gran bollito
- 1977: Frau und Geliebte (Mogliamante)
- 1979: Wilde Betten – Lippenstift-Tigerinnen (Letti selvaggi)
- 1979: Der eingebildete Kranke (Il malato immaginario)
- 1980: Leinen los – wir saufen ab (Mi faccio la barca)
- 1981: Passion der Liebe (Passione d’amore)
- 1981: Il turno
- 1981: Casta e pura
- 1982: Viuuulentemente mia
- 1982: Sesso e volentieri
- 1982: Porca vacca!
- 1985: Meilensteine des Lebens (Tranches de vie)
- 1985: Der Käfig (La gabbia)
- 1986: Fieber im Herzen (La venexiana)
- 1986: Im Kaufhaus ist die Hölle los (Grandi magazzini)
- 1987: Rimini Rimini
- 1987: Roba da ricchi
- 1988: Falschmünzer der Liebe (Gli indifferenti) (TV-Mehrteiler)
- 1989: Giulia (Disperatamente Giulia) (TV-Mehrteiler)
- 1990: L’avaro
- 1991: Malizia 2000